# Carl Gripenstedt
Carl Gustaf Gripenstedt (i riksdagen kallad Gripenstedt i Nynäs och Gripenstedt i Revlinge), född 23 juni 1853 i Bälinge socken, Södermanland, död 3 maj 1935 i Stockholm, var en svensk friherre, godsägare och politiker (liberal). Han var son till statsrådet Johan August Gripenstedt, bror till riksdagsmannen Johan Theodor Gripenstedt samt måg till riksdagsmannen Alfred Bernhard de Maré. Han titulerade sig vice häradshövding.
Carl Gripenstedt blev juris kandidat vid Uppsala universitet 1879 och tjänstgjorde därefter som svensk attaché i Wien och Paris 1880–1881. Efter tjänst vid olika domstolar och som tjänsteman vid riksdagen övertog han 1888 egendomen Nynäs i Bälinge, där han också var kommunalt aktiv som bland annat kommunalstämmans ordförande. Han sålde egendomen till sin bror Johan Theodor Gripenstedt 1910. Åren 1898–1910 ägde han dessutom Edsbruk i Västra Ed samt Vinäs i Ukna, båda i Småland. 1890 gifte han sig med Syster Ottonie de Maré (1868–1959) från Ankarsrum i Småland. 
Han var liberal riksdagsledamot i andra kammaren 1909–1911 för Rönö, Hölebo och Daga häraders valkrets. I riksdagen var han suppleant I konstitutionsutskottet, och han engagerade sig bland annat för hushållningssällskapens verksamhet.
Från 1919 innehade han Bysta fideikommiss med Brevens bruk i Örebro län. Han var far till de olympiska fäktarna Carl och Ebba Gripenstedt.